# 森脇久仍
森脇 久仍（もりわき ひさのり）は、戦国時代から江戸時代初期にかけての武将。尼子氏の家臣。出雲国布部山城主。

## 略歴
天文2年（1533年）、森脇久貞の子として誕生。尼子家中では中老衆を務め、「尼子分限帳」では、28,750石を給していた。
永禄9年（1566年）、月山富田城が落城し、大名としての尼子氏が滅亡すると毛利氏に仕える。永禄12年（1569年）から尼子家再興を図った尼子勝久に従い戦うが、天正3年（1575年）9月、因幡国私都城落城の際に降伏、毛利方の杉原盛重の仲介で吉川元春の家臣となる。
後に上洛し元和2年（1616年）、京で死去したとされている。
また、老後は伯耆国（現鳥取県西部）日野郡で過ごしたとも伝えられており、墓所は鳥取県日野郡日南町福万来にある曹洞宗宝養山長楽寺の境内にある。